# Melissa O'Neil
Melissa O'Neil (geboren op 12 juli 1988) is een Chinees-Canadese actrice en zangeres. In 2005 won O'Neil het derde seizoen van Canadian Idol. Als actrice is ze bekend van haar rollen als Two / Rebecca / Portia Lin in de Syfy-sciencefictionserie Dark Matter en als politieagent Lucy Chen in de politieserie The Rookie.